# Trnovec
Trnovec (em húngaro: Tövisfalva) é um município da Eslováquia, situado no distrito de Skalica, na região de Trnava. Tem 2,53 km² de área e sua população em 2018 foi estimada em 306 habitantes.

## Demografia
| Ano:        | 1994 | 2004   | 2014   | 2024   |
| ----------- | ---- | ------ | ------ | ------ |
| Broj ljudi: | 331  | 316    | 315    | 290    |
| Razlika:    |      | -4,53% | -0,31% | -7,93% |

| Ano:               | 2023 | 2024 |
| ------------------ | ---- | ---- |
| Número de pessoas: | 290  | 290  |
| Diferença:         |      | +0%  |